# .ve
‎.ve‏ دامنه اینترنتی کشور ونزویلا است.